# Anna Zahorska

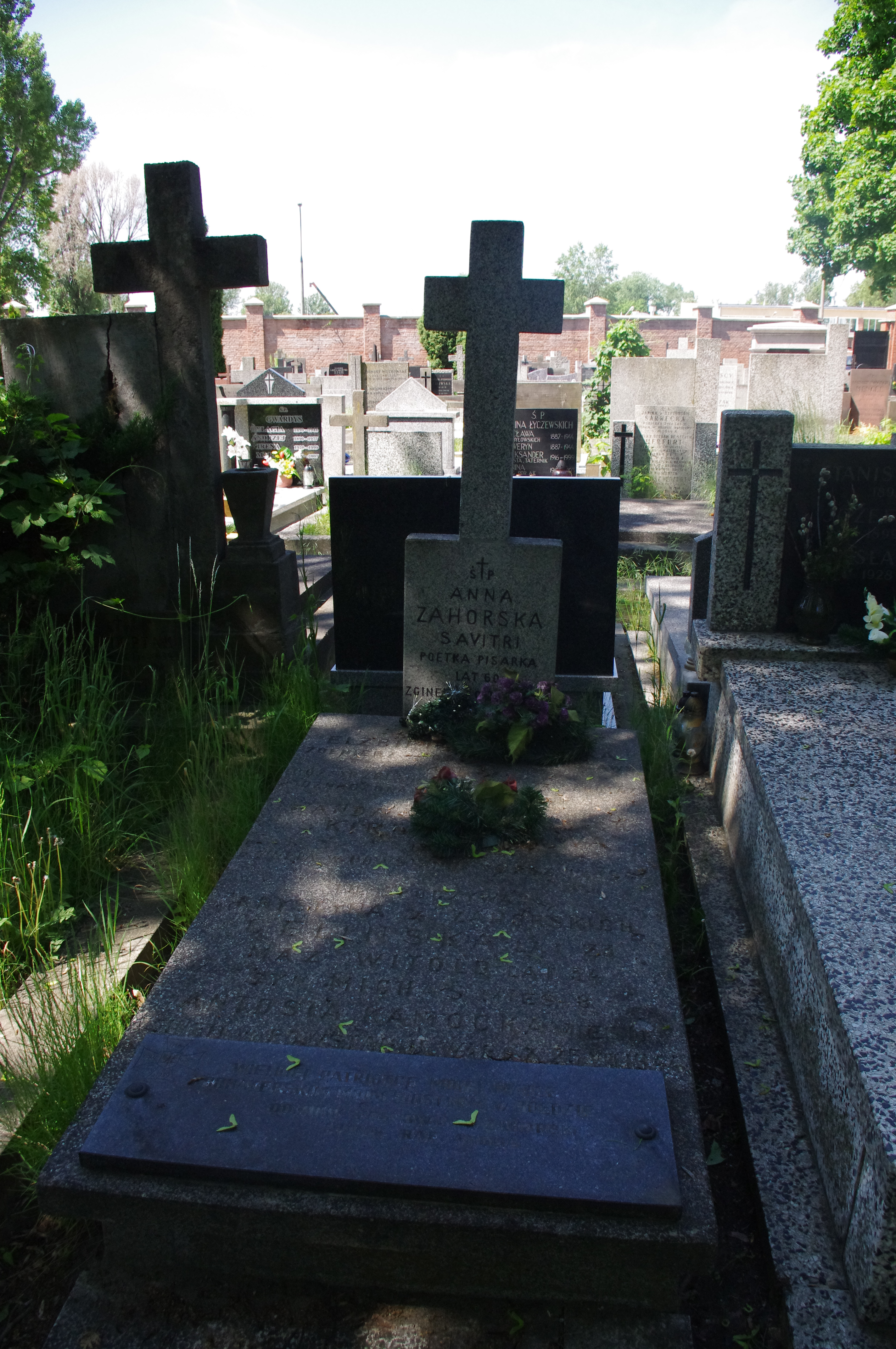
Grób symboliczny poetki Anny Zahorskiej na cmentarzu Powązkowskim w Warszawie

Anna Zahorska, ps. „Savitri” (ur. 1882 w majątku Byszlaki pod Mohylewem, zm. 1942 w KL Auschwitz-Birkenau) – polska poetka, powieściopisarka i dramatopisarka.

## Życiorys
Absolwentka historii literatury na UJ i Uniwersytecie Warszawskim. Początkowo była członkinią PPS-u, później zbliżyła się do środowisk katolickich. Poza zbiorami poezji i opowiadań, wydała także szkice literackie o Żmichowskiej i Rodziewiczównie.
Zmarła w niemieckim obozie koncentracyjnym Auschwitz. Jej grób symboliczny znajduje się na cmentarzu Powązkowskim w Warszawie (kwatera 257c, rząd 1, grób 10).

### Małżeństwo i dzieci
Jej mężem był prawnik i popularyzator szachów Eugeniusz Zahorski. Jedną z ich córek była Elżbieta Zahorska.  

## Wybrana twórczość
- 1908 – Pieśni walki[3]
- 1908 – Poezje
- 1914 – Dniom zmartwychwstania
- 1914 – Utopia
- 1910 – Brunhilda
- 1912 – Pani słoneczna[4]
- 1914 – Księga milczenia (opowiadania)
- 1927 – Wazon iryzowany (opowiadania)
- 1927 – Bezrobocie
- 1928 – Trucizny
- 1929 – Młyn nad Sałgirem
- 1939 – Ofiara poranna[5]

Wszystkie jej utwory objęte były w 1951 zapisem cenzury w Polsce, podlegały natychmiastowemu wycofaniu z bibliotek.